# Lee Na-young
Lee Na-young (en hangul, 이나영; romanización revisada, Yi Nayeong) es una actriz surcoreana. Conocida por sus roles principales en las series de televisión Ruler of Your Own World (2002) e Irlanda (2004) y las películas Someone Special (2004), Maundy Thursday (2006) y El amor es un capítulo aparte (2019). Aparte de la actuación es también conocida por aparecer en numerosos anuncios publicitarios.

## Carrera
Na-young empezó su carrera de modelaje en un anuncio de televisión para Jambangee Jeans (1998), posteriormente debutando como actriz durante ese mismo año. Sus siguientes actuaciones fueron como personajes de reparto en las series Did We Really Love?, KAIST y Queen, protagonizó la película de acción y ciencia ficción Dream of Warrior (Hong Kong, 2000), la cual fue recibida con poco entusiasmo y fue coprotagonizada por Leon Lai.
También participó en el vídeoclip de la canción "Catherine Wheel" de la banda de  Britpop Rialto.
Pero su saltó a la fama se dio en 2002 con la aclamada serie Ruler of Your Own World. Ella interpretó a una artista de indie rock que de forma inesperada se enamora de un enfermo terminal, por la cual Lee y sus compañeros de elenco fueron elogiados por sus actuaciones realista y llenas de matices.
Más tarde se reunió nuevamente con el guionista de Ruler of Your Own World In Jung-ok en la serie Irlanda  de 2004, un drama acerca de una coreana adoptada que viaja a su tierra natal, pero su recepción fue menos positiva.
Durante este tiempo se había convertido en una de las mejores y más altamente cotizadas modelos de comerciales colocándose en lo más alto de las listas, avalando diversos productos como cosméticos (Laneige y Lancôme), electrónica, líneas de ropa, comida, telecomunicaciones, y compañías de construcción.
Es considerada uno de los rostros más hermosos e ideales en Corea. Posteriormente se convertiría en la primera coreana en aparecer en la portada de la revista de moda W Corea, para noviembre de 2009.
Pero a diferencia de su imagen elegante y glamurosa en los anuncios publicitarios, su imagen en el cine es exactamente lo opuesto, dado que Lee elige interpretar a mujeres que son torpes y excéntricas.
En 2002 participó en el ciber romance Who R. U.?  como un personaje de carácter introvertido similar a su papel en Ruler of Your Own World.
Luego interpretó a una peculiar funcionaria en la película de comedia Please Teach Me English (2003) y a la inofensiva acosadora de un jugador de béisbol en la comedia romántica Alguien Especial (2004). Ella ganó varios premios como Mejor Actriz por Alguien Especial, en particular, el prestigioso Blue Dragon Film Awards.
Cuándo su contrato con la agencia de talentos KeyEast expiró en 2011 (había firmado con KeyEast en 2006, y con  William Morris Agency en 2009), se unió a Eden 9 Entertainment.
En 2012 protagonizó el thriller de suspenso Howling, sobre un detective veterano (Song Kang-ho) que hace equipo con una joven detective (Lee) para solucionar una serie de asesinatos que implican un misterioso perro-lobo.
En 2013, apareció en un papel menor en la película japonesa de dos partes SPEC: Close. Luego interpretó a una actriz la cual tiene un romance secreto con un operador de bomba en Sad Scene; este fue uno de los tres cortometrajes de la antología Woman, Man encargado por W Corea para celebrar su 10º aniversario en 2015.
En 2018, seis años después de su última película, Lee volvió al cine protagonizando el drama Beautiful Days, donde interpreta a una mujer norcoreana que escapa a China, donde forma una familia a la que debe abandonar tras matar al hombre que la explotaba.
En 2019 volvió a la actuación representando a Kang Dan-Yi en la exitosa serie surcoreana El amor es un capítulo aparte  (Romance is a Bonus Book) junto a Lee Jong-suk.

## Vida personal
Contrajo matrimonio con el actor Won Bin el 30 de mayo de 2015 en una pequeña ceremonia privada en un campo de trigo cerca de una posada en la ciudad natal de Won Bin, Jeongseon, Provincia de Gangwon, Corea del Sur. La pareja pertenece a la misma agencia de talentos Edén 9, y, según informes, comenzó a salir en agosto de 2012 (aunque Edén 9 confirmó la relación hasta julio de 2013). Un comunicado de prensa de Edén 9 el 19 de diciembre de 2015 anunció que Lee había dado a luz al primer hijo de la pareja.

## Filmografía

### Películas
| Año  | Título                  | Rol           | Notas  |
| ---- | ----------------------- | ------------- | ------ |
| 1999 | Eiji                    | Mae-hwa       |        |
| 2001 | Dream of a Warrior      | Shosho        |        |
| 2002 | Who R. U.?              | Seo In-joo    |        |
| 2003 | Please Teach Me English | Na Young-ju   |        |
| 2004 | Someone Special         | Han Yi-yeon   |        |
| 2004 | Sweet Home              |               |        |
| 2004 | Leaving Me, Loving You  | (cameo)       |        |
| 2006 | Maundy Thursday         | Moon Yu-jeong |        |
| 2008 | Dream                   | Ran           |        |
| 2010 | Lady Daddy              | Ji-hyeon      |        |
| 2012 | Howling                 | Cha Eun-young | [ 35 ] |
| 2013 | SPEC: Close             | cameo         |        |
| 2015 | Woman, Man              |               |        |
| 2018 | Beautiful Days          | Madre         | [ 36 ] |

### Series
| Año  | Título                                    | Rol                       | Red  |
| ---- | ----------------------------------------- | ------------------------- | ---- |
| 1998 | One Day Suddenly                          | So-hee                    | SBS  |
| 1998 | Three Guys and Three Girls                |                           | MBC  |
| 1998 | MBC Best Theater "What Was I to You?"     | MBC                       |      |
| 1999 | KAIST                                     | SBS                       |      |
| 1999 | Did We Really Love?                       | Kang Jae-young            | MBC  |
| 1999 | MBC Best Theater "Goodbye Audrey Hepburn" | MBC                       |      |
| 1999 | Queen                                     | Oh Soon-jung              | SBS  |
| 1999 | Magic Castle                              | Hong Yoon-hee             | KBS2 |
| 1999 | Love Story "Message"                      | So-young                  | SBS  |
| 2000 | Cool Friends                              | escritora Lee Na-young    | KBS2 |
| 2002 | Ruler of Your Own World                   | Jeon Kyung                | MBC  |
| 2004 | Irlanda                                   | Lee Joong-ah              | MBC  |
| 2009 | High Kick Through The Roof                | Lee Na-bong (episodio 85) | MBC  |
| 2010 | The Fugitive: Plan B                      | Jini                      | KBS2 |
| 2019 | El amor es un capítulo aparte             | Kang Dan-yi               | tvN  |

### Vídeos musicales
| Año  | Título de canción        | Artista                         |
| ---- | ------------------------ | ------------------------------- |
| 1998 | "Kiss Me"                | Park Jin-young                  |
| 1998 | "The Last Lie"           | Yoon Sang                       |
| 1998 | "Miracle"                | Kim Dong-ryool feat. Lee So-eun |
| 2000 | "Only You Wouldn't Know" | As One                          |
| 2000 | "My Love"                | Im Chang-jung                   |
| 2001 | "Catherine's Wheel"      | Rialto                          |
| 2001 | "Goodbye, My Love"       | Jo Sung-mo                      |

## Premios y nominaciones
| Año  | Premio Trabajo nominado                                 | Categoría                                    | Trabajo nominado        | Resultado |
| ---- | ------------------------------------------------------- | -------------------------------------------- | ----------------------- | --------- |
| 2002 | MBC Drama Awards                                        | premio alta excelencia, actriz de miniseries | Ruler of Your Own World | Ganadora  |
| 2004 | 12th Chunsa Film Art Awards                             | mejor actriz                                 | Someone Special         | Ganadora  |
| 2004 | 25th Blue Dragon Film Awards                            | mejor actriz                                 | Someone Special         | Ganadora  |
| 2004 | 5th Women in Film Korea Awards                          | mejor actriz                                 | Someone Special         | Ganadora  |
| 2004 | MBC Drama Awards                                        | premio alta excelencia, actriz               | Ireland                 | Nominada  |
| 2004 | MBC Drama Awards                                        | premio de popularidad, actriz                | Ireland                 | Ganadora  |
| 2006 | 6th Korea Advertisers Association                       | premio buen modelo                           | [NA]: {{{1}}}           | Ganadora  |
| 2006 | 27th Blue Dragon Film Awards                            | mejor actriz                                 | Maundy Thursday         | Nominada  |
| 2007 | 1st Korea Broadcast Advertising Festival - Model Awards | mejor compañero                              | [NA]: {{{1}}}           | Ganadora  |
| 2007 | 41st Taxpayer's Day                                     | Prime Minister's Commendation                | [NA]: {{{1}}}           | Ganadora  |
| 2010 | KBS Drama Awards                                        | premio excelencia, actriz de drama           | The Fugitive: Plan B    | Nominada  |